# Рудозем
Рудозе́м (болг. Рудозем) — місто в Смолянській області Болгарії. Адміністративний центр общини Рудозем.
Розташований на південний схід від міста Смолян в західних горах Родопи в долині річки Арда, близько 700 метрів над рівнем моря. Село згадується під назвою Палас в османських документах 1676 року. Увійшов до території Болгарії відповідно Бухареського договору. Перейменоване в Рудозем 1934 року. З розвитком рудодобувної та рудоперероблювальної промисловості в регіоні, 1945 року переживає економічний бум і невелике село стає містом з населенням понад 10 000 жителів в 80-х роках XX століття.

## Населення
За даними перепису населення 2011 року у місті проживали 3763 особи.
Національний склад населення міста:
| Національність   | Кількість осіб | Відсоток |
| ---------------- | -------------- | -------- |
| болгари          | 2504           | 93,7%    |
| турки            | 22             | 0,8%     |
| цигани           | 0              | 0%       |
| інша             | 113            | 4,2%     |
| не визначились   | 33             | 1,2%     |
| Всього відповіли | 2672           |          |

Розподіл населення за віком у 2011 році:
Динаміка населення: